# Bisulfit
Bisulfitni jon (IUPAC-preporučena nomenklatura: hidrogen sulfit) je jon HSO3−. Soli koje sadrže 3− jon se nazivaju bisulfitima, a takođe su poznate kao sulfitne lužine. Na primer, natrijum bisulfit je NaHSO3.

## Reakcije
Bisulfitne soli se tipično pripremaju reakcijom alkalnih rastvora sa viškom sumpor dioksida:
3− je konjugovana baza sumporaste kiseline, 
Sumporasta kiselina se ne može izolovati. Ravnoteža koja je znatno konzistentnija sa spektroskopskom evidencijom je:
3− je slaba kiselina sa pKa od 6.97. Njena konjugovana baza je sulfitni jon, SO32−:
Bisulfiti su redukujući agensi, kao što su i svi sulfiti i sumpor dioksid, koji sadrže sumpor u istom oksidacionom stanju (+4).

## Struktura
Eksperimentalni podaci sugerišu da je proton bisulfitnog jona lociran na sumporu, što mu daje  simetriju. Međutim isto tako postoje dokazi sa 17 NMR spektroskopije koji sugerišu da dve tautomerne forme HSO3− postoje u dinamičkoj ravnoteži, gde jedna ima  simetriju (protonacija sumpora) i druga  simetriju (protonacija kiseonika).  struktura je potvrđena kristalografski i, u rastvoru Ramanovom spektroskopijom.

## Medicina
Bisulfitne soli su uobičajeni aditivi leka epinefrin, gde sprečavaju oksidaciju u adrenohrom i rezultujuću inaktivaciju. Bisulfiti mogu u nekim slučajevima da izazovu alergijske reakcije.